# Sami Leinonen
Sami Leinonen (né le 30 septembre 1963 à Hyvinkää), est un spécialiste finlandais du combiné nordique.

## Carrière
Il fait ses débuts en Coupe du monde en mars 1985. Trois ans plus tard, il monte sur son premier podium en terminant troisième à Falun.

## Palmarès

### Jeux olympiques d'hiver
| Épreuve / Édition | Épreuve / Édition | Calgary 1988 |
| Gundersen         | Gundersen         | 17e          |

### Coupe du monde
- Meilleur classement général : 13e en 1988.
- 1 podium individuel : 1 troisième place.